# Aichi Kōkūki
La Aichi Tokei Denki KK (愛知時計電機株式会社?, Aichi Tokei Denki kabushiki-gaisha) era un'azienda aeronautica giapponese, ora attiva nella produzione di meccanica di precisione e strumenti di misura.

## Storia
Fondata nel 1898 a Nagoya, originariamente l'azienda si occupava di apparecchiature elettriche ed orologi. Nel 1920, grazie ad un accordo commerciale di collaborazione con l'azienda tedesca Ernst Heinkel Flugzeugwerke, venne iniziata la produzione di velivoli su licenza. Nel 1932 venne prodotto il primo velivolo di concezione interamente giapponese e destinato, come la maggioranza dei velivoli successivamente prodotti, ad equipaggiare i reparti della Dai-Nippon Teikoku Kaigun Kōkū Hombu, l'aviazione della Marina imperiale giapponese. In seguito verranno prodotti motori aeronautici su licenza Daimler-Benz, l'AE1 Atsuta copia del V12 invertito Daimler-Benz DB 601, unico esempio di successo di questa configurazione negli aerei militari giapponesi normalmente equipaggiati da motori radiali. Nel 1943 venne fondata la consociata Aichi Kōkūki KK (愛知航空機株式会社?, Aichi Kōkūki kabushiki-gaisha), incaricata alla sola produzione di velivoli.
Alla fine della seconda guerra mondiale la produzione aeronautica venne interrotta ed attualmente l'azienda si occupa di meccanica di precisione e strumenti di misura. Anche la Aichi Kōkūki KK venne riconvertita ed attualmente, con la ragione sociale Aichi Machine Industry Co., Ltd (愛知機械工業株式会社?, Aichi Kikai Kōgyō kabushiki-gaisha), si occupa della produzione di vetture e componenti veicolistici per la Nissan Motor.

## Velivoli prodotti
- Aichi AB 9
- Aichi B7A Ryusei (nome in codice alleato Grace)
- Aichi C4A
- Aichi D1A (nome in codice alleato Susie)
- Aichi D3A (nome in codice alleato Val)
- Yokosuka D4Y Suisei (nome in codice alleato Judy) (su licenza)
- Aichi E3A
- Aichi E8A
- Aichi E10A
- Aichi E11A (nome in codice alleato Laura)
- Aichi E12A
- Aichi E13A (nome in codice alleato Jake)
- Aichi E16A Zuiun (nome in codice alleato Paul)
- Aichi F1A
- Aichi H9A
- Aichi M6A Seiran
- Aichi S1A Denko